# Арно Шмідт (адмірал)
Арно Шмідт (нім. Arno Schmidt; 29 червня 1890 — 1945) — німецький офіцер, контрадмірал крігсмаріне.

## Біографія
1 квітня 1909 року вступив на флот. Учасник Першої світової війни. До березня 1916 року — офіцер роти 2-го матроського артилерійського дивізіону. Після цього був командиром батареї в Гродені, Шіллін і Вангероге, а також вахтовим офіцером на дредноуті «Принц-регент Луїтпольд».
Після демобілізації армії залишений на флоті. В 1930/31 роках — артилерійський офіцер на корблі «Сілезія». З 1932 року — командир 4-го морського артилерійського дивізіону при військово-морській станції «Нордзе». З 1936 року — начальник центрального відділу Кільського військово-морського арсеналу. З травня 1943 по листопад 1944 року — начальник штабу верфей в Норвегії.

## Звання
- Оберлейтенант-цур-зее (2 травня 1915)
- Капітан-лейтенант (15 лютого 1920)
- Корветтен-капітан (1 жовтня 1928)
- Капітан-цур-зее (1 квітня 1935)

## Нагороди
- Залізний хрест
  - 2-го класу (24 травня 1916)
  - 1-го класу (27 вересня 1919)
- Військовий Хрест Фрідріха-Августа (Ольденбург) 2-го класу із застібкою «Перед ворогом» (18 серпня 1918)
- Почесний хрест ветерана війни з мечами (21 грудня 1934)
- Медаль «За вислугу років у Вермахті» 4-го, 3-го, 2-го і 1-го класу (25 років; 2 жовтня 1936) — отримав 4 нагороди одночасно.
- Хрест Воєнних заслуг
  - 2-го класу з мечами (18 грудня 1940)
  - 1-го класу з мечами (30 січня 1943)